# Midnight Sun (bog)
 For alternative betydninger, se Midnight Sun. (Se også artikler, som begynder med Midnight Sun)
Midnight Sun er et kort udkast skrevet af Stephenie Meyer, forfatteren til Twilight-sagaen. Udkastet er de første 12 kapitler til en bog, der skulle have været den femte og sidste bog i Twilight-sagaen, dog valgte Meyer at udsætte færdiggørelsen, da ukendte personer offentliggjorde udkastet, der var blevet betroet til korrektion og kritik. Hun har indtil videre skrevet 264 sider, der er blevet offentliggjort.
Udkastet er fremstillingen af anden hovedperson Edward Cullens version af bogen "Twilight". For at forhindre fans i at opsøge den ulovlige kopi, har Stephenie Meyer selv offentliggjort det originale manuskript på nettet (se eksterne henvisninger).
På hjemmesiden Savemisnightsun.com Arkiveret 28. november 2020 hos  Wayback Machine er man begyndt på at lave en skriftindsamling, for at Meyer skriver "Midnight Sun" færdig.

## Eksterne Henvisninger
- Stephenie Meyers erklæring om Midnight Sun ikke udkommer Arkiveret 30. august 2011 hos  Wayback Machine (engelsk)
- 264 sider af Midnight Sun Arkiveret 5. juli 2016 hos  Wayback Machine (engelsk)

| Bog | Spire Denne artikel om bøger og tidsskrifter er en spire som bør udbygges. Du er velkommen til at hjælpe Wikipedia ved at udvide den. |